# Zlatko Kauzlarić Atač
Zlatko Kauzlarić Atač (Koprivnica, 30. lipnja 1945.), hrvatski je slikar, scenograf i kostimograf, kazališni redatelj.

## Životopis
Roden je 1945. u Koprivnici, u obitelji Ivana Kauzlarića i Štefanije Forenbacher.
Godine 1964. završio je koprivničku gimnaziju i upisao Akademiju likovnih umjetnosti u Zagrebu. Kroz studij se intenzivno amaterski bavi kazalištem kao glumac, redatelj, glazbeni izvođač, pantomimičar. 1968. postaje suradnik u Majstorskoj radionici Krste Hegedušića, gdje ostaje do 1973., kad postaje asistent na ALU, gdje i danas radi kao redovni profesor i obnaša dužnost dekana. Od sedamdesetih godina intenzivnije se bavi scenografijom i kostimografijom, i do danas ima više od 130 predstava, a i kao redatelj postavio je 1996. u HNK Ivana pl. Zajca operu "Rigoletto" koja je dobila niz nagrada i priznanja. U svom slikarskom opusu izlagao je na niz kolektivnih i šezdesetak samostalnih izložbi u zemlji i inozemstvu, za što je takoder dobio niz nagrada i priznanja.

## Vanjske poveznice
- LZMK / Hrvatska enciklopedija: Kauzlarić-Atač, Zlatko
- Glas Podravine i Prigorja – Karlo Sigetić: "Zlatko Kauzlarić Atač – počasni građanin i tvorac kulturnog identiteta Koprivnice"  Arhivirana inačica izvorne stranice od 12. ožujka 2021. (Wayback Machine)
- Jutarnji list – Mirjana Dugandžija: "ZLATKO KAUZLARIĆ ATAČ – Desetljećima je slikao aktove i portrete"
- Galerija Makek: Zlatko Kauzlarić Atač  Arhivirana inačica izvorne stranice od 12. ožujka 2021. (Wayback Machine)